# Історична хронологія
Історична хронологія — відносно самостійна («допоміжна») історична дисципліна, що вивчає різноманітні системи літочислення та їхній розвиток, допомагає встановлювати точні дати історичних подій і джерел шляхом переведення на сучасне літочислення дат інших літочислень і календарів.
Початки історичної хронології і обчислення часу належать до найбільш ранніх явищ культури у слов'ян та інших народів. Їх пізнання й використання було життєвою (а водночас і господарською) потребою для мисливця, рибалки, згодом — хлібороба.

Первісні люди при визначенні часу найчастіше спиралися на лунарну (синодичну) систему лічби часу. (Вона для них була доступнішою і, мабуть, зрозумілішою для сприйняття.) Потім почали вивчати сонячну систему.

Пізніше ці системи стали підставою для обчислення часу, а отже, для його обліку і створення календаря, за яким жила і працювала первісна людина.

Для всіх народів обчислення часу основується на явищах природи, згідно з якими береться до уваги період обертання Землі
навколо своєї осі. Наслідком цього руху є добовий рух зірок, Сонця і Місяця, натуральний (природний) рік і побудований
на його основі календар, поява якого вказує на одне з ранніх витворів стародавньої культури у різних народів. Рік люди ділять на менші періоди часу: пори року (сезони), місяці, тижні, день-ніч (добу). Назви місяців (їх число в стародавні часи коливається від 10 до 12, а в окремих народів на певних етапах — навіть 13) тісно пов'язані з використанням натурального року в житті та побуті.

Учасником цієї старожитньої культури було й населення України.
На території полян виявлено археологічну знахідку — посудину (дзбан) 4 ст. з позначеннями 12-місячного року. Про це також сьогодні свідчать назви місяців року — січень, лютий, квітень, червень, серпень, вересень, жовтень, листопад/падолист, грудень тощо, утворення яких пов'язане з ранніми сторіччями (фіксуються в
українських писемних пам'ятках уже в 14—15 ст., а деякі раніше).

Історична хронологія становить окремий об'єкт дослідження історії культури українського та інших народів, які проживали на території України, за своїм функціональним навантаженням вона також належить до спеціальних історичних дисциплін, за допомогою яких реконструюються відомості про час, а втім, про різні часові моменти, пов'язані з явищами, подіями та особами, що виступають у джерелах історичних минулих чи давно минулих сторіч.

## Календар
На початку нашої ери засади обліку часу (календаря), які спиралися на проходження й використання натурального
року, хоч не до кінця, локалізувалися і відійшли у минуле. На основі окремих, передусім наукових, астрономічних спостережень, з урахуванням античних та арабо-семітських культурних традицій, був створений новий календар, що встановив відносно докладні межі року і його поділ на місяці й тижні (останні — винятково орієнтального походження).

### Юліанський календар
Один із перших офіц. календарів, прийнятих багатьма народами, у тому числі мешканцями Київської Русі.
Його корені сягають Риму Стародавнього.

Цей календар замінив календарі, які спиралися виключно на явища природи. У пошуку докладних обчислень часу
римляни присвоїли собі рік, оснований на лунарній системі.
Оскільки лунарний рік був коротшим від сонячного, приблизно в 5 ст. до н. е. впровадили додатковий переступний місяць, що нараховував 22 або 23 дні, і його додавали щодругий рік 23 лютого. Так лунарний рік був «узгоджений» із сонячним. Тоді виник чотирирічний цикл, згідно з яким два роки мали по 355 днів, а два були переступними, один з яких налічував 377 днів, другий — 378. Приблизна протяжність (тривалість) року становила 366 1/4 днів. Цей календар, однак, незважаючи на різні пізніші спроби уточнень Церквою, мав розбіжності із сонячним. Лише реформа римського диктатора і верховного жерця Гая Юлія Цезаря в 46 до н. е. (звідси назва календаря) поклала край цій проблемі. Спираючись на попередній чотирирічний цикл, було внесено зміни, відповідно до яких тепер 3 роки були звичайними і мали по 365 днів, а 1 рік був переступним, що мав 366 днів, загальна протяжність юліанського року становила 365 1/4 днів.
Юліанський календар потрапив у Київську Русь через Візантію після прийняття християнства. Правда, лічба часу, що використовувалась у Візантії, не була повністю прийнята. У Візантії рік починався 1 вересня, на Русі — 1 березня (так тривало, за поодинокими винятками, до 14 ст.). У 15 ст. і далі щораз частіше популярним ставав першовересневий, а паралельно — першосічневий юліанський початок року. Ця лічба була вже значно наближенішою до астрономічної тривалості року (365 днів, 5 годин, 48 хвилин, 46 секунд). Різниця складала трохи більше 11 хвилин.
Тоді 25 березня було визначено днем часового зрівняння дня і ночі, а новий рік призначався на 1 січня. Водночас 29- і 31-денні
місяці лунарного року стали 30- і 31-денними. В результаті вказаної помилки в лічбі за 128 років весняне рівнодення переносилося назад на один день. У календарних уточненнях було зацікавлене папство, про календар ставили питання на церковних соборах аж до 15 ст., але позитивних результатів не було досягнуто.

### Григоріанський календар
З'явився в 1580-х рр. внаслідок ініціатив Папи Римського Григорія XIII (звідси й назва) і праці спеціально створеної комісії (починаючи з 1576) для реформи юліанського календаря. Було встановлено (з допомогою т. зв.
громону), що день весняного рівнодення з часу I Нікейського собору 325 припадатиме на 11
березня і пересунеться наперед на 10 днів від астрономічного рівнодення. У зв'язку з цим, поперше, було усунено 10 нарослих
днів 11-го на 21 березня. Питання було вирішено адміністративно: у жовтні 1582 пропущено 10 днів, отже, після 4 жовтня одразу було 15 жовтня; по-друге, із запобіжною метою пропущено 3 дні в переступних роках упродовж 400 років, унаслідок чого впроваджено засади, згідно з якими серед років тільки ті роки будуть переступними, які без решти підлягають поділу на 400-столітні. Таким чином, переступним є 1600 рік, а 1700, 1800, 1900 роки є звичайними. Іншими словами, після трьох звичайних настає один рік переступний. Отже, протяжність календарного року становить 365 днів, 5 годин, 49
хвилин, 12 секунд. Григоріанський рік заледве на 26 секунд довший від астрономічного року, що лише після 34 століть від початку григоріанської реформи створить різницю в один день. Обчислення часу відповідно до григоріанського календаря супроводжується (у документах) назвою «новий стиль» (stilus novus) на противагу до юліанського з назвою «старий стиль» (stilus antiqus).

Спеціальна булла Папи Римського Григорія XIII «Inter gravissinas» від 21 лютого 1582 зобов'язувала впровадження нового календаря з 15 жовтня 1582. Календар та наукове обґрунтування всіх змін у ньому появилися пізніше, 1603.
Григоріанський календар найраніше ввійшов у життя в Італії, Іспанії, Португалії, а також у Польщі. На українських землях, згідно із записами в земських і гродських книгах, фіксується в таких містах: Белз — 6 грудня 1582; Володимир
(нині м. Володимир-Волинський) — 3 квітня 1583; Галич — 9 листопада 1582; Житомир — 18 травня
1583; Кам'янець (нині м. Кам'янець-Подільський) — раніше 1584; Київ — 25 серпня 1595; Кременець — 20 січня 1583; Луцьк — 6 січня 1583; Львів — 15 жовтня 1582; Перемишль — 1 листопада 1582;
Сянок (нині м. Санок) — 2 листопада 1582; Теребовля — 24 листопада 1582.

У світських і духовних канцеляріях, зокрема Лівобережної України, юліанський календар використовувався ще протягом
усього 17 ст. Його використання заборонене в Лівобережній Україні указом російського царя Петра I 1700.

### Церковний (християнський) календар
У церковному календарі застосовані сонячна та лунарна обчислювальні системи. Сонячна
запозичена від юліанського календаря.
Застосування лунарної лічби знайшло відображення у встановленні дня християнської Пасхи (Великодня), від якого ведеться відлік більшості свят року.
Згідно з призначенням вселенського I Нікейського собору (325) він пов'язаний з весняним рівноденням, яке залежить від весняної повні місяця. Тому Великдень став рухомим святом, котре, як правило, припадає на першу неділю після першої весняної повні місяця (цю календарну локалізацію запропонувала Александрійська Церква). Внаслідок цього Пасха (Великдень) припадала на період від 22 березня аж до 25 квітня і її дата регулювала уклад цілого церковного року. Для цього
потрібне було також пізнання поділу року на тижні, а вони, як відомо, для цього часу були неспівмірні та їхня кількість була
різною. Рік звичайний мав 52 тижні й один день, а рік переступний — 52 тижні та два дні.
Для усталення тижня Церква використовує т. зв. сонячний календарний цикл, що складається з 28-ми років.
Протягом одного сонячного циклу календар здійснить свій повний шлях і поверне до тієї самої вихідної точки, з якої починався
відлік, іншими словами, уклад 29-го року буде повністю відповідати укладові першого року. Цей цикл зумовлений рештою днів (один або два дні), котрі залишалися після поділу року на кількість тижнів. Шляхом комбінації сонячного
циклу (28 років) з лунарним циклом (19 років) отримуємо пасхальний цикл, тобто 532 роки (28 H 19 = 532), після закінчення якого місячні фази припадають не тільки на ті ж дні року, але й на ті ж дні тижня.

Незважаючи на вдале регулювання календаря, завдяки епактам (додавання днів до місячного року, щоб наблизити його
до сонячного) в 1582, коли впроваджено григоріанський календар, різниця між реальною появою повні місяця і сонячною
астрономічною лічбою становила 3 дні. У церковний календар водночас зі скороченням року на 10 днів було внесено нову поправку.

Варто застерегти, що, навіть добре володіючи засадами побудови церковного календаря, при реконструкції дат давніх епох потрібно користуватися спеціальними таблицями.

### Вірменський календар
Стародавні вірмени рахували час за лунарним календарем, який потрапив у Вірменію через Іран з Єгипту. Рік складався з 12 місяців — по 30 днів кожний. Наприкінці року додавалося ще 5 днів, тобто він нараховував 365 днів.
Цей календар належить до т. зв. блукаючих, тому що в кожний чотирирічний період час року збільшувався приблизно на одну добу, тобто він мав не 365 діб, а 365 діб, 5 годин, 48 хвилин, 46 секунд. Тому новий рік через кожні чотири роки наставав раніше на добу. Лічба років у Давній Вірменії обчислювалася за вірменською ерою (див. далі).

У 7 та 11 ст. у Вірменії були спроби перейти на юліанський календар. Цього домагалася Вірменська християнська церква. Але ці намагання були марними. Вірмени, які проживали в Україні, офіційно користувались юліанським, пізніше — й григоріанським календарями.

Уже в 15—16 ст., дотримуючись ери від «народження Христа», у побуті традиційно використовували давній вірменський календар, який був повсюдно замінений на юліанський лише у 18 ст. В актових судових книгах українських вірмен трапляються подвійні дати, використовуються такі давньовірменські назви місяців: навасарді, горі, сахмі, тре, кхалоц, аратцс, мехекані, арег, ахекані, марорі, магату хротитихс.

### Мусульманський (магометський) календар
Належить до лунарних календарів. Типовий для арабських народів світу. В Україні його використовувало татарське населення.
Мухаммад розпочав реформу календаря в 632 р. нашої ери. Він відкинув місячно-сонячний рік з його частими переступними місяцями і за основу взяв лунарну систему. Мусульманський рік складається з 12 місяців з
такими назвами: muharrem, safer, rebi‘ I, rebi‘ II, —em~dї‘I, —em~dї‘ II, regeb‘, Уa'b~n, ramaz~n, Yavv~l, zilka'de, zilnigge. Місяці не мали визначеної протяжності. Місяць починався з моменту появи на небі першого місячного серпа (молодика) і тривав до часу появи нового молодика, від якого починався новий місяць. Місяць тривав 29 або 30 днів. Не міг мусульманський
місяць переступати 30 днів. Після 12 місяців починався новий місячний рік. Календар був недосконалий, але зрозумілий загалові. Крім того, регулювався сам по собі.
Згодом арабські астрономи почали використовувати змодифікований мусульманський календар, згідно з яким встановлено у
30-літньому циклі 11 переступних днів, які припадали на 2-й, 5-й, 7-й, 10-й, 13-й, 16-й, 18-й, 21-й, 24-й, 26-й і 29-й роки
циклу (турки використовували 8-річний цикл, який складався з 5-ти років звичайних по 354 дні і 3-х років переступних по 355 днів).

У зв'язку з тим, що мусульманський рік майже на 11 днів коротший від тропічного року, його початок щоразу припадає на інший день нашого року. День у мусульманській хронології починається від заходу сонця, що сумісне з початком місяця і з хвилиною появи першого світла місяця (молодика). Ця практика постала в арабів ще перед Мухаммадом.
Вона стосується також появи семиденного тижня. Неділя в тижні є днем першим, понеділок — другим — і так далі, за винятком п'ятниці й суботи, які стоять поза порядковою нумерацією. В Україні мусульманським календарем
користувалося татарське і татаро-кипчацьке населення.
Відомі Єврейський (Юдейський) календар, Грузинський календар, тюрко-монгольські, китайські та індійські календарі. Наприкінці 18 ст. відбулася спроба створення «Республіканського календаря»
Французької революції. (Див. також Календар.)

## Ера
Ера, як і літочислення календарів, — одне з поширених і часто вживаних понять історичної хронології. Жодне достовірне датування неможливе без визначення ери — лічби років від встановленого дня, який визнається
вихідним у лічбі. Назва «ера» («aera») відповідає чотирьом початковим латинським літерам фраземи «ab exordio regni Augusti» («від початку царювання Августа»).

Вперше термін з'явився в середині 6 ст.

У календарних системах різних народів існували різні ери.

Вони могли основуватися на реальних і вигаданих, міфічних, фактах. При реальній і фіктивній ерах точність і послідовність літочислення традиційно не порушувалися.
(Реальні ери за початок літочислення беруть достовірні історичні факти, напр., в античній Греції — чотирирічні Олімпійські ігри, у мусульманських країнах — втечу Мухаммада з Мекки (нині місто в Саудівській Аравії)
до Ясріба (нині м. Медина; Саудівська Аравія). В основу ер міг лягати також перший рік правління імператорів, царів, новообраних консулів та ін. У християнських народів прийняті ери від «створення світу», «народження Христа».)
Відомі понад 40 ер (основних), що застосовуються у календарних системах різних народів:
- Александрійська ера «від створення світу» — 29 серпня 5493 р. до н. е.;
- Антіохійська ера «від створення світу» — 1 вересня 5969 р. до н. е.;
- Вірменська ера — від 11 липня 552 до 11 липня 553 р. н. е.;
- Ера Августа — 29 серпня 30 р. до н. е.;
- Ера Авраама — 1 жовтня 2015 р. до н. е.;
- Ера «від заснування Риму» — 21 квітня 753 р. до н. е.;
- Ера Діоклетіана, або мучеників, — 29 серпня 284 р. н. е. Найбільше поширена в Єгипті;
- Консулярна ера, згідно з якою літочислення ведеться від імені «новообраного консула» Римської республіки. У 9 ст. цей звичай лічби років поширився на папську канцелярію (anni pontificatus).

У дещо видозміненій формі його використовували германська імператорська, окремі польські королівські та єпископські канцелярії, сягаючи 15 ст. Загалом консулярна ера в календарних системах другорядна, власне титулярна й допоміжна у своїй основі, бо поєднана з визначенням року від народження Христа (новою ерою);
- Ера олімпіад — літо 776 р. до н. е.;
- Ера Селевкідів — 1 жовтня 312 р. до н. е.
- Індія запропонувала понад 10 ер літочислення, найбільш поширені з яких:
  - Індійська ера Вікрамі — березень 57 р. до н. е.;
  - Індійська ера Калійючі — 18 лютого 3102 р. до н. е.;
  - Індійська ера Махавіри — 527 р. до н. е. та ін.;
- Мусульманська (Магометанська) ера — 15 і 16 липня 622 р. н. е. Виникнення пов'язане з

т. зв. геджре — втечею Мухаммада з Мекки до Ясріба (Медини);
- Юдейська ера «від створення світу» — 7 жовтня 3761 р. до н. е. (раніше Ера Селевкідів).

У Київській Русі, згодом і в Україні, використовувалися (що широко відображене в писемних джерелах) Дионісійська та Візантійська ери.

### Дионісійська (або християнська) ера
Створена римським ченцем Дионісієм Малим. Основується на підготовленій ним же пасхальній таблиці, що служила для обчислення Пасхи та великоднього циклу свят і їхніх дат.
Починалася 532 р. «від народження Христа». Народження Ісуса Христа мало припадати на 25 грудня 753 р. від заснування Рима. Лічба років за Дионісійською ерою часто використовується в літочисленні з 8 ст. У 10 ст. стала домінуючою в Європі, із 13 ст. використовувалася в Галицько-Волинській Русі, відома у Смоленську
(нині місто в РФ) і Полоцьку (нині місто Вітебської обл., Білорусь).

### Візантійська, або Грецька, ера
Одна з найбільш поширених ер «від створення світу». Використовувана перш за все у Візантії та всіх країнах, які історично перебували під її релігійним та культурним впливами, у тому числі в Київській Русі. Початок ери рахується з 5508 р. «від створення світу». Оскільки початок року, відповідно до візантійських обчислень, припадав на 1 вересня, то всі дати при обчисленнях від 1 січня до 31 серпня належать до 5508 р., а з 1 вересня по 31 грудня — до 5009 р. Під час переведення дат з візантійського літочислення на сучасне застосовуються обчислення за індиктами (порядкове
місце відповідного року у рамках поточного 15-літнього циклу, в якому вихідною точкою цієї циклічної лічби є ера).

## Початок року
Важливим елементом в історичній хронології є встановлення, відповідно до певного часу і території (у пізньому середньовіччі навіть на теренах однієї країни), початку року. Відомості про початок року потрібні для усталення історичних дат, а також
часових інтерполяцій дат відповідних ер на сучасну лічбу.
Рік у слов'ян, у тому числі українців, починався в різний час і, правдоподібно, на різних територіях по-різному, як це було в
Польщі, Росії. Початок року прийнято називати стилем, «стилем року»: 1 березня (т. зв. березневий стиль), 25 березня (ультраберезневий, або т. зв. Благовіщенський стиль), 1 вересня (візантійський стиль), 25 грудня (трактовано як різдвяний стиль), нарешті початок року припадав на 1 січня (січневий стиль).

Більшість названих початків року спершу діяла в різний час у Римі та Італії, Франції, першовересневий — у Візантії, хоч він мав застосування на півдні Італії і передусім на Русі (із 12 ст.), що засвідчує давньоруське літописання.
Часова й територіальна локалізація ряду названих початків року (стилів року) на території України потребує, однак, докладних
додаткових досліджень і уточнень.

## Поділ року
В основі цього календарного явища (ідеться насамперед про пори року і поділ їх на місяці) лежать зауважені від найдавніших часів у побуті людини чотири різні сезони. Вони, як мовилось, породжувалися природними змінами протягом року. Астрономічному поділу відповідало весняне та осіннє зрівняння дня і ночі, отже, й усі часові зміни (переломи) між днем і
ніччю, у тому числі весняним, літнім, осіннім та зимовим часом. Згодом ці явища стали підставою для квартального поділу року (як вказують джерела, вони закріплюються не лише за різними вчинками та працею людини, але й за назвами свят юліанського і
церковного та ін. календарів (Різдво, Благовіщення, Великдень), системою рухомих свят, підкріплюються т. зв. сухими
днями, періодами великих і малих постів.
У межах поділу року на чотири пори року відбувся поділ на місяці.

## Тиждень, доба, «день і ніч»
Тижнем називають частину місяця із семи діб. У Київській Русі тиждень звався «неділею». Тиждень, зокрема у 2 тис., є постійним (сталим) періодом часу з незмінною, порівняно з місяцем чи роком, кількістю днів. Семиденний тиждень прийшов, як припускають, із Вавилону. Число днів у семиденному тижні пов'язане з релігійними віруваннями («тиждень встановлений самим Богом у період створення світу») і філософським значенням числа 7 (сім).
Сьомий день тижня вважався священним, був узаконений як день відпочинку. Тиждень як календарне явище з'явився, правдоподібно, в Європі лише в 2 ст.
Стародавній Рим використовував цифру 7 (сім) для обчислення планет, найбільш наближених до Землі, й за їхніми назвами називав дні тижня, починаючи від суботи: субота — Dies Saturni; неділя — Dies Solis; понеділок — Dies
Lunae; вівторок — Dies Martis; середа — Dies Mercurii; четвер — Dies Jovis; п'ятниця — Dies Veneris.
Церква вважала ці назви язичницькими і встановила свої, основані на порядковій нумерації, починаючи тиждень від неділі: неділя — [Dies] dominica; понеділок — feria secunda; вівторок — feria tertia; середа — feria quarta;
четвер — feria quinta; п'ятниця — feria sexta; субота (sabbatum) — feria septima. Українці, як й інші слов'яни, прийняли церковний спосіб визначення днів тижня, де першим днем тижня вважають неділю. Ця система назв днів разом із
церковним календарем є в усіх латиномовних документах, що дотичні чи створювались в Україні впродовж 14—18 ст. У багатьох випадках початком тижня вважається понеділок, що не раз спричиняє помилки при визначенні днів під час реконструкції дат.

Позначення днів тижня згідно з римським календарем, із застосуванням римських назв днів, використання календів (перший день місяця), нонів (п'ятий або шостий день місяця) та ідів (13 або 15 день місяця) не типові для хронології документів українських територій, вони відомі з новгородських літописів. Якщо такі назви трапляються, то на українські землі вони
прийшли з Німеччини, Чехії разом із наративно-історіографічними пам'ятками.

Найбільш поширеним позначенням днів в українських писемних джерелах, принаймні про це однозначно засвідчують документальні джерела 13—18 ст., були назви свят і святих церковного календаря.
Це панівний спосіб називання днів тижня для України, засвідчений насамперед у міських (магістратських), земських і
гродських актах та документах 14—18 ст. Під час з'ясування днів, на які припадали свята, а відповідно і реконструкцій дат на
сучасний спосіб датування, нині є значні труднощі (відповідно й помилки) пов'язані з: 

а) не завжди точним записом назв свят (упродовж року є близько 30 свят, пов'язаних з ім'ям Марія, до десяти свят — з іменем Іван), крім того, у різних церк. архієпархіях часто створювалися свої календарі з власними означеннями свят;

б) поділом місяця на першу частину (1—15 або 16 днів) і другу (16 або 17 днів і до кінця місяця);

в) визначенням (у латиномовних документах) часто вживаного при назві свята чи імені святого слова «octava», яке означає тиждень після самого свята, однак водночас може означати і весь восьмиденний період (від дня свята ще вісім днів наперед з
«днем октави» включно).

У давньоруських календарних обчисленнях майже немає поняття «доба». Існував поділ на світлу та темну частину 24-годинної доби. У джерелах найчастіше — «день і ніч».

### Поділ дня, ночі
Явище поділу дня, ночі таке ж давнє, як і означення понять «день», «ніч».
Основується на явищах природи та життєвих вчинках і потребах людини. У писемних джерелах виражений словами (або ідіомами): «рано», «пізно вночі», «пополудне» та ін., лат.: «media nox» (північ або посередині ночі), «ortus solis» (після сходу сонця), «mane» (вчасний ранок), «occasus solis» (захід сонця), а також "gallicinium " (перші півні). Спершу день, а потім ніч були поділені на 3-годинні відрізки (ініціювала цей поділ Церква). Цей поділ, однак, не був докладний. Поділ на години мав застосування в математиці, астрономії. В Україні відомий приблизно з 14 ст. (перші механічні годинники з'явилися в
Мілані (Італія; 1336), Падуї (Італія; 1344). Згодом година повсюдно ділилася на півгодини і чверть години.

Історична хронологія українців та інших слов'ян сьогодні малодосліджена. Деякі питання взагалі не порушувалися в науковій літературі і з'ясовувалися за аналогією до інших народів.